# 森正次
森 正次（もり まさつぐ、? - 寛永13年1月23日（1636年2月29日））は、美作津山藩士。
森家執政森可政の子。生年は不明だが系図上では四男可春（1594年生まれ）と六男正信（1599年生まれ）の間に位置づけられており、可政の五男であると思われる。生年もこの間か。
正室は生駒孫助の娘。子は森正矩、武藤喜八郎室、森正利（森成正養子）。通称は河内。元和9年（1623年）知行1500石。中老を務める。寛永年中森家を離れ浪人した。寛永13年1月23日没。